# Jeffrey
Jeffrey es una película estadounidense dirigida por Christopher Ashley, que se estrenó el 18 de agosto de 1995. Es una tragicomedia romántica basada en una novela de Paul Rudnick, que es también el guionista.
En la película aparecen numerosos actores famosos haciendo cameos, como Olympia Dukakis, Victor Garber, Gregory Jbara, Robert Klein, Nathan Lane, Camryn Manheim, Kathy Najimy, Kevin Nealon, Ethan Phillips y Sigourney Weaver.

## Argumento
En medio del clima de miedo creado en la primera década tras la aparición del sida y la incomodidad que le producen las medidas de sexo seguro, Jeffrey, un camarero gay aspirante a actor, decide tomar una medida radical: dejar de practicar sexo definitivamente.
A pesar de que sus amigos tratan de disuadirlo, él intenta mantenerse firme buscando toda clase de apoyos, como acudir a un grupo para adictos al sexo, recurrir a una gurú televisiva, incluso pedir consejo a un sacerdote católico. Pero sus esfuerzos se desbaratan cuando conoce al bello Steve, del que se enamora. Entonces, Steve le confiesa que es portador del virus del VIH, desatando todos sus temores. Aunque lo intenta, Jeffrey no puede quitarse de la cabeza a Steve y decide dejar Nueva York para regresar a su pequeño y aislado pueblo natal con e fin de alejarse de todas las tentaciones. 
Tras la muerte de su amigo Darius, que le dice en una aparición que no puede vivir como si estuviera muerto, por fin decide olvidarse de sus miedos e iniciar una relación con Steve.

## Reparto
- Steven Weber: Jeffrey
- Michael T. Weiss: Steve
- Patrick Stewart: Sterling, amigo de Jeffrey
- Bryan Batt: Darius, amigo de Jeffrey y pareja de Sterling
- Christine Baranski: Ann Marwood Bartle
- Victor Garber: Tim
- Camryn Manheim: mujer soltera
- Sigourney Weaver: Debra Moorehouse, gurú televisiva
- Kathy Najimy: acólito
- Ethan Phillips: Dave
- Debra Monk y Peter Maloney: madre y padre de Jeffrey
- Michele Pawk: madre joven
- Nathan Lane: el padre Dan
- Olympia Dukakis: Mrs. Marcangelo
- Gregory Jbara: Angelique
- Kevin Nealon: reportero de TV